# Calore (film)
Calore (Heat) è un film sperimentale diretto da Paul Morrissey e prodotto da Andy Warhol.
Si tratta del terzo film della trilogia creata dal regista, incominciato con Flesh e seguito da Trash - I rifiuti di New York. Ancora una volta, il protagonista è Joe Dallesandro affiancato come di consueto da un cast sconosciuto e di attori semi-professionisti.

## Trama
Joe si dirige ad Hollywood per cercare fortuna. Per guadagnare qualche spicciolo e per mantenersi, è costretto a prostituirsi in un motel. Ma il suo sogno, nel frattempo, non si realizza.
Col tempo è costretto ad abbandonare il suo sogno, immischiandosi sempre di più in relazioni torbide.

## Distribuzione
| Date di uscita e titoli internazionali | Date di uscita e titoli internazionali | Date di uscita e titoli internazionali |
| Paese                                  | Data                                   | Titolo                                 |
| -------------------------------------- | -------------------------------------- | -------------------------------------- |
| Stati Uniti                            | 6 ottobre 1972                         | Heat                                   |
| Germania Ovest                         | 17 maggio 1973                         | Hollywood                              |
| Spagna                                 | 1º febbraio 1980                       | Caliente                               |
| Finlandia                              | 3 gennaio 1975                         | Himo                                   |

Fu presentato al New York Film Festival. Molti stati hanno imposto al film il divieto ai minori di 18 anni, tra i quali il Canada, la Germania, la Gran Bretagna e il Portogallo.

## Critica
Il dizionario edito da Zanichelli, Il Morandini, assegna due stelle e mezzo, considerandolo «un dramma amaro, di condanna sulla società americana e sul mito di Hollywood». Paolo Mereghetti, nel suo dizionario, gli assegna due stelle e mezzo su quattro. In un articolo tratto da La Stampa dell'aprile 1975, fu indicato il film come «una conferma del talento di Morrissey».